# Ichigo Kurosaki
Ichigo Kurosaki er hovedpersonen i animeserien Bleach. Han er 15 år gammel og har orange hår, brune øjne og er en meget seriøs person. Han lever sammen med sin friske, idiotiske far Isshin Kurosaki og hans 2 yngre søskende Karin Kurosaki og Yuzu Kurosaki. Han kan se spøgelser og de farlige slags af dem, kaldet "Hollow". Han er en "Shinigami" (Dødsgud), og hans job er at slå hollows ihjel med hjælp fra Rukia Kuchiki. Han fik sine Shinigami-evner en aften hvor han blev angrebet af en hollow og Rukia forsvarede ham fra hollow'en. Rukia blev hårdt såret og gav sine Shinigami-evner til Ichigo, som slog hollow'en ihjel. Derefter måtte Ichigo tage jobbet som Shinigami. 
For at Ichigo kan gå i sin Shinigami-form, må Rukia bruge en speciel handske for at slå ham ud af sin krop, eller han sluger en "Modified Soul pille", som overtager Ichigo's krop, indtil pillen kommer ud af kroppen igen. Senere i serien får han et "Substitute Shinigami badge", Hans våben er et stort sværd kaldet "Zangetsu".
Hans specielle angreb hedder "Getsuga Tenshou"